# Out Distance
Out Distance var en tjeckisk anti-nazistisk motståndsgrupp under Andra världskriget, vilka verkade i det tyska protektoratet Böhmen-Mähren (en del av det ockuperade Tjeckoslovakien).